# Saanich—Gulf Islands
Circonscription électorale fédérale du Canada
Saanich—Gulf Islands est une circonscription électorale fédérale canadienne de la Colombie-Britannique située sur l'île de Vancouver et comprenant également plusieurs îles du détroit de Géorgie.

## Circonscription fédérale
La circonscription se situe à l'ouest de la Colombie-Britannique au sud-est de l'île de Vancouver. Elle comprend la ville de Sidney, une partie de la ville de Saanich, les municipalités de district de North Saanich et de Central Saanich ainsi que les Saltspring Island et les Southern Gulf Islands qui font partie des îles Gulf. Le détroit de Géorgie borde l'est de la circonscription.
Les circonscriptions limitrophes sont :
- au nord : Nanaimo—Ladysmith
- au sud : Victoria
- au sud-ouest : Esquimalt—Saanich—Sooke
- à l'ouest : Cowichan—Malahat—Langford[4].

L'actuelle députée fédérale est Elizabeth May, cheffe du Parti Vert du Canada de 2006 à 2019. Elle est élue en 2011, battant le ministre conservateur sortant Gary Lunn et devenant la première candidate verte à être élue à la Chambre des communes du Canada.

## Historique
La circonscription a été créée en 1987 à partir des circonscriptions de Esquimalt—Saanich et Cowichan—Malahat—Les Îles. 
Lors du redécoupage électoral de 2022, la circonscription s'agrandit vers le sud-ouest en gagnant des parties d'Esquimalt—Saanich—Sooke.

## Députés
| Législature                                                                    | Années        | Député    | Député           | Parti politique |
| ------------------------------------------------------------------------------ | ------------- | --------- | ---------------- | --------------- |
| Saanich—Gulf Island Issue de Esquimalt—Saanich et de Cowichan—Malahat—Les Îles |               |           |                  |                 |
| 34e                                                                            | 1988–1993     |           | Lynn Hunter (en) | Néo-démocrate   |
| 35e                                                                            | 1993–1997     |           | Jack Frazer (en) | Réformiste      |
| 36e                                                                            | 1997–2000     | Gary Lunn |                  | Réformiste      |
| 36e                                                                            | 2000–2000     | Gary Lunn |                  | Alliance        |
| 37e                                                                            | 2000–2003     | Gary Lunn |                  | Alliance        |
| 37e                                                                            | 2003-2004     | Gary Lunn |                  | Conservateur    |
| 38e                                                                            | 2004–2006     | Gary Lunn |                  | Conservateur    |
| 39e                                                                            | 2006–2008     | Gary Lunn |                  | Conservateur    |
| 40e                                                                            | 2008–2011     | Gary Lunn |                  | Conservateur    |
| 41e                                                                            | 2011–2015     |           | Elizabeth May    | Vert            |
| 42e                                                                            | 2015–2019     |           | Elizabeth May    | Vert            |
| 43e                                                                            | 2019–2021     |           | Elizabeth May    | Vert            |
| 44e                                                                            | 2021–2025     |           | Elizabeth May    | Vert            |
| 45e                                                                            | 2025–en cours |           | Elizabeth May    | Vert            |

## Résultats électoraux
Modèle:Élection générale canadienne de 2025 — Saanich—Gulf Islands
|       | Candidat           | Parti             | # de voix | % des voix |
|       | Robert Boyd        | Conservateur      | +13 263,  | 19,44 %    |
|       | Tim Kane           | Libéral           | +11 430,  | 16,76 %    |
|       | Alicia Cormier     | NPD               | +06 181,  | 9,06 %     |
|       | (x) Elizabeth May  | Vert              | +37 076,  | 54,35 %    |
|       | Meghan Jess Porter | Parti libertarien | +00268,   | 0,39 %     |
| Total | Total              | Total             | 68 218    | 100 %      |

|       | Candidat             | Parti        | # de voix | % des voix |
|       | (x) Gary Lunn        | Conservateur | +24 544,  | 35,66 %    |
|       | Renée Hetherington   | Libéral      | +04 208,  | 6,11 %     |
|       | Edith Loring-Kuhanga | NPD          | +08 185,  | 11,89 %    |
|       | Elizabeth May        | Vert         | +31 890,  | 46,33 %    |
| Total | Total                | Total        | 68 827    | 100 %      |

|       | Candidat         | Parti             | # de voix | % des voix |
|       | Gary Lunn        | Conservateur      | +27 988,  | 43,43 %    |
|       | Briony Penn (en) | Libéral           | +25 367,  | 39,36 %    |
|       | Julian West      | NPD               | +03 667,  | 5,69 %     |
|       | Andrew Lewis     | Vert              | +06 732,  | 10,45 %    |
|       | Dan Moreau       | Héritage          | +00114,   | 0,18 %     |
|       | Jeremy Arney     | Action canadienne | +00139,   | 0,22 %     |
|       | Dale P. Leier    | Libertarien       | +00246,   | 0,38 %     |
|       | Patricia O'Brien | Indépendant       | +00195,   | 0,3 %      |
| Total | Total            | Total             | 64 448    | 100 %      |